# Тоолайлыг (сумон)
Сумон Тоолайлыг — административно-территориальная единица (сумон) и муниципальное образование со статусом сельского поселения в Монгун-Тайгинском кожууне Тывы Российской Федерации.
Административный центр и единственный населённый пункт сумона — село Тоолайлыг.

## Население
| 2017 | 2018 |
| ---- | ---- |
| 161  | ↘160 |